# Shawarma

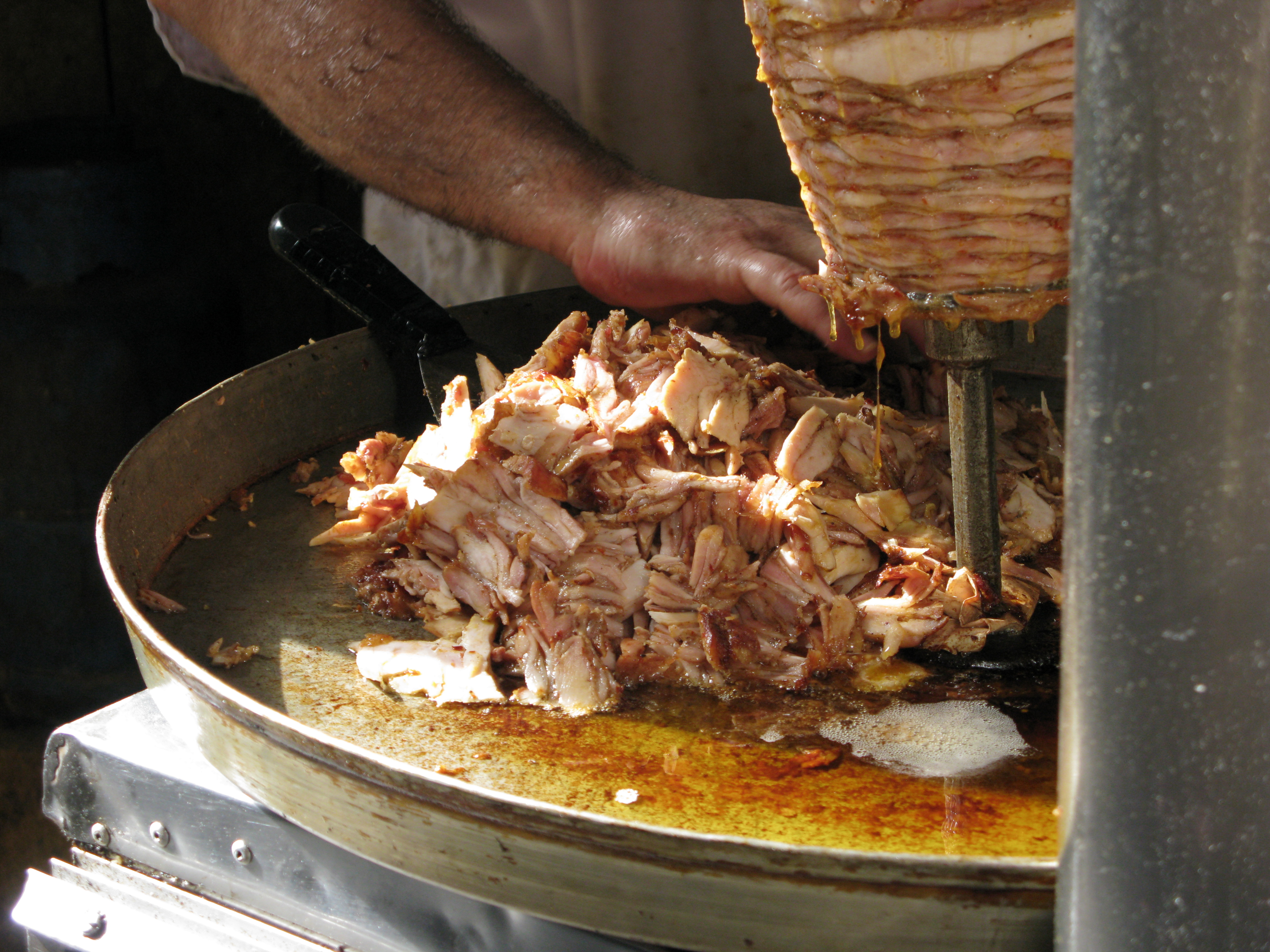

Shawarma (/ʃəˈwɑːrmə/; tiếng Ả Rập: شاورما) là một món ăn của ẩm thực Trung Đông bao gồm phần thịt được cắt mỏng, xếp chồng lên nhau như hình nón và được nướng quay chậm rãi theo trục dọc như Döner Kebab. Thịt Shawarma gốc là thịt cừu nhưng ngày nay Shawarma còn có thể là thịt gà (bao gồm cả gà tây), thịt bò và thịt bê. Những miếng thịt lát mỏng dần dần được cắt ra trong khi đang quay. Shawarma là một trong những ẩm thực đường phố nổi tiếng nhất thế giới, đặc biệt là ở Ai Cập và những quốc gia thuộc khu vực Levant và bán đảo Ả Rập.

## Tên gọi
Shawarma là từ Ả Rập được dựng từ çevirme, trong tiếng Thổ Nhĩ Kỳ có nghĩa là "quay", ám chỉ đến trục quay rô-ti.

## Lịch sử
Mặc dù việc nướng thịt theo chiều ngang đã xuất hiện từ thời cổ đại, kỹ thuật nướng các lát thịt theo trục thẳng đứng và cắt ra chỉ mới xuất hiện lần đầu vào thế kỷ 19 ở đế quốc Ottoman, bây giờ là Thổ Nhĩ Kỳ, Döner Kebab xuất hiện từ đây. Cả gyros của Hy Lạp và Shawarma đều dựa trên Döner Kebab của người Thổ Nhĩ Kỳ. Shawarma lại là món ăn dẫn đến sự phát triển của một món ăn khác của người Mexico vào đầu thế kỷ 20 là tacos al pastor khi người Liban nhập cư đến đây.

## Cách làm
Shawarma được chuẩn bị từ những lát mỏng thịt cừu, thịt bê, thịt bò, thịt gà hoặc gà tây được ướp gia vị. Các lát được xếp chồng lên nhau trên một trục đứng khoảng 60 cm (20 in). Mỡ cừu có thể được thêm vào để cung cấp thêm chất béo, làm cho hương vị Shawarma trở nên ngon hơn. Mô tơ từ từ quay trục đứng đã xếp chồng những lát thịt trước một bộ phận làm nóng, nướng phần ngoài của những lát thịt. Sau đó những miếng thịt được cắt ra khỏi trục quay. Shawarma được phủ lên bánh mì dẹt như pita hay laffa, kẹp thêm cà chua thái hạt lựu, dưa chuột, hành tây, rau ngâm, sốt tahini hay sốt xoài amba và cho thêm một số gia vị như thì là, thảo quả, nghệ và ớt bột, ở một số vùng là baharat. Một số nhà hàng có thể thêm ớt nướng, cà tím hay khoai tây chiên như món ăn kèm.
Ở Israel, Shawarma được làm với thịt gà tây đen và được phục vụ với sốt tahini, không phục vụ sốt sữa chua vì ăn thịt với sữa sẽ phạm luật ăn uống của người Do Thái.